# Les Parents terribles (film, 1948)
Pour les articles homonymes, voir Les Parents terribles.
Pour plus de détails, voir Fiche technique et Distribution.
Les Parents terribles est un film français réalisé par Jean Cocteau et sorti en 1948.

## Synopsis
Dans un grand appartement parisien, où se côtoient le désordre d’un couple âgé et l’ordre de la tante Léonie, vieille fille, Michel est l’enfant choyé de cette étrange « roulotte » qui semble rouler à l’écart du monde. Yvonne idolâtre son fils jusqu'à en oublier son mari. Elle s’oublierait elle-même si elle ne devait pas s’occuper de son traitement à l’insuline… 
Lorsque Michel découche pour la première fois, c’est pour avouer à sa mère (qu'il surnomme « Sophie ») qu'il aime Madeleine, une jeune femme qu'il souhaiterait lui présenter. D’abord réticente, car jalouse et exclusive, Yvonne finit par capituler devant le chagrin de son fils et l’insistance de sa sœur Léonie. On découvre entre-temps que Madeleine a déjà un « vieil amant » avec lequel elle veut rompre et qui n’est autre que Georges, le père de Michel… La tante Léo va tenter d’ordonner cette tragique comédie de la vie…

## Fiche technique
- Titre original : Les Parents terribles
- Réalisation : Jean Cocteau
- Scénario et dialogues : Jean Cocteau d’après sa pièce de théâtre Les Parents terribles (1938)
- Assistants-réalisation : Claude Pinoteau, Raymond Leboursier
- Collaboration technique : Édouard Dermit[1]
- Direction artistique : Christian Bérard
- Assistant-décors : Guy de Gastyne
- Costumes : Marcel Escoffier
- Photographie : Michel Kelber
- Cadrage : Henri Tiquet
- Son : Antoine Archimbaud
- Montage : Jacqueline Sadoul (Jacqueline Douarinou)
- Musique : Georges Auric
- Maquillages : Alexandre Marcus, Boris de Fast
- Scripte : Rosy Jégou
- Photographe de plateau : Roger Corbeau
- Pays de production :  France
- Langue de tournage : français
- Directeur de production : Francis Cosne, Alexandre Mnouchkine
- Société de production : Les Films Ariane (France)
- Sociétés de distribution : Films Sirius, Tamasa Distribution (France), Les Acacias (France)
- Affichiste : Clément Hurel
- Format : noir et blanc — 35 mm — 1.37:1 — son monophonique (RCA Sound System)
- Genre : drame
- Durée : 109 minutes
- Date de sortie : France 1er décembre 1948
- (fr) Classifications CNC : tous publics, Art et Essai (visa d'exploitation no 7644 délivré le 8 septembre 1948)

## Distribution
- Jean Marais : Michel
- Yvonne de Bray : « Sophie » (Yvonne)
- Gabrielle Dorziat : « Léo » (Léonie)
- Marcel André : Georges
- Josette Day : Madeleine
- Jean Cocteau (voix off) : le narrateur

## Autour du film en 1948
- En 1938, Jean Cocteau s'amuse à écrire une pièce de boulevard. Elle fait scandale et est interdite sous l'Occupation : image immorale de la famille. En 1948, pour conserver à jamais le jeu éblouissant de ses comédiens, Cocteau la filme. Nouveau scandale : du théâtre filmé au temps du néoréalisme !  Or ce film est tout sauf du théâtre filmé, puisque la mise en scène métamorphose en tragédie ce qui n'était qu'un drame bourgeois. Les personnages deviennent des fauves, des enfants, des romanichels. Léo et Yvonne, les deux sœurs en qui s'incarnent l'ordre et le désordre, s'affrontent comme s'affrontaient jadis Créon, et Antigone. Michel devient le meurtrier involontaire de sa mère, comme Œdipe celui de son père. Et le destin a pris le visage implacable de Gabrielle Dorziat. — Une contribution de Claude-Marie Trémois

- Pour le porter à l’écran en 1948, Cocteau choisit un format très proche du théâtre, allant même jusqu'à ouvrir le film par les trois coups, ne modifiant qu’assez peu le texte et confinant l’ensemble à deux appartements avec le parti d'un huis clos glauque et asphyxié où se déchirent cinq personnages[2]. Une atmosphère lourde qui n’est pas sans évoquer certaines adaptations de Tennessee Williams. Le décor, volontairement chargé et vieillot, donne l’impression de se resserrer sur les personnages, de former une sorte de carcan. Le drame qui s’est noué est extrêmement puissant, digne d’une tragédie grecque, avec une interprétation très forte d’Yvonne de Bray, grande actrice de théâtre et inspiratrice de la pièce originale.

- Lors du tournage de la séquence finale, où l'on voit Michel (Jean Marais) et Madeleine (Josette Day) aux pieds de Sophie (Yvonne de Bray) qui vient de mourir, la caméra opère alors un travelling arrière qui montre l'appartement s'éloigner. La scène tournée, les décors sont démontés. Le lendemain, lors du visionnage des rushes, on s'aperçoit que le travelling est raté, l'image tremble, car la caméra avait été posée sur un chariot au lieu de l’être sur travelling, plus stable. Trop tard, impossible de reconstruire les décors car le coût aurait été exorbitant pour une unique scène. C'est alors que Jean Cocteau a une idée géniale. Tout en gardant la séquence telle quelle, il rajoute un texte avant le mot fin  en commentant que le drame s'est déroulé dans cette « roulotte qui continue sa route, les romanichels ne s'arrêtent pas » (ajout d’un mixage-son de claquements de sabots de cheval sur bitume et grincements de la roulotte)[1],[3].
- En 1948, âgé de 35 ans, Jean Marais avait hésité à reprendre le rôle de Michel, qu'il avait joué au théâtre dix ans auparavant, car il se trouvait trop vieux :  « Aurais-je vingt deux ans à l'écran ? »[4].

- Le tournage a eu lieu dans une chambre de la rue des Petits-Hôtels où habitait Marais avec sa mère de 1932 jusqu'à sa rencontre avec Cocteau en 1937[5].

## Une version télévisuelle en 1980
- « Je suis né deux fois, le 5 décembre 1913 et ce jour de 1937 quand j’ai rencontré Jean Cocteau » aimait à dire Jean Marais en parlant de son mentor, de son Pygmalion.
- Après la disparition de Jean Cocteau en 1963, à son tour Jean Marais assurera la continuité et la fidélité de ce couple devenu mythique. Le 17 janvier 1977, au Théâtre Antoine à Paris, Marais mit en scène « Les parents terribles » et interpréta, cette fois à l’âge de 64 ans, le rôle de Georges, le père de Michel.
- Trois ans plus tard, en 1980, une version télévisuelle[6]de cette pièce a été diffusée sur la 3e chaîne, réalisée par Yves-André Hubert avec : Jean Marais (Georges), Lila Kedrova (Yvonne), Anne Ludovik (Madeleine), France Delahalle (Léo) et  François Duval (Michel)